# Saint-Gilles-de-Crétot

Saint-Gilles-de-Crétot este o comună în departamentul Seine-Maritime, Franța. În 1 ianuarie 2022 avea o populație de 387 de locuitori.